# ベンゾナテート
ベンゾナテート（Benzonate）は、テッサロン（Tessalon）などの商品名で販売されている咳やしゃっくりの症状を緩和するために使用される医薬品である。投与法は経口である。10歳未満の患者への使用は推奨されない。効果がみられ始めるのは、投与から20分以内が通常であり、最長8時間持続する。
副作用には、眠気、めまい、頭痛、胃のむかつき、発疹、幻覚、アレルギー反応などがあげられる。過剰摂取は、痙攣発作、不整脈、死亡の原因となる場合がある。錠剤を噛んだり舐めたりすることにより、喉頭痙攣、気管支痙攣、循環虚脱を引き起こす場合がある。妊娠中または授乳中の人への投与の安全性は不明である。ベンゾナテートの作用機序は、肺のストレッチ受容体を麻痺させ、脳の咳反射を抑制することにより機能する。
ベンゾナテートは、1958年に米国で医薬品として承認された。後発医薬品として入手することができる。米国での卸売価格は、1服用量100mgあたり約0.12米ドルである。入手できない国が多い。2017年の米国で148番目に多く処方された医薬品であり、その処方件数は400万件以上である。